# Balthasar van der Pol

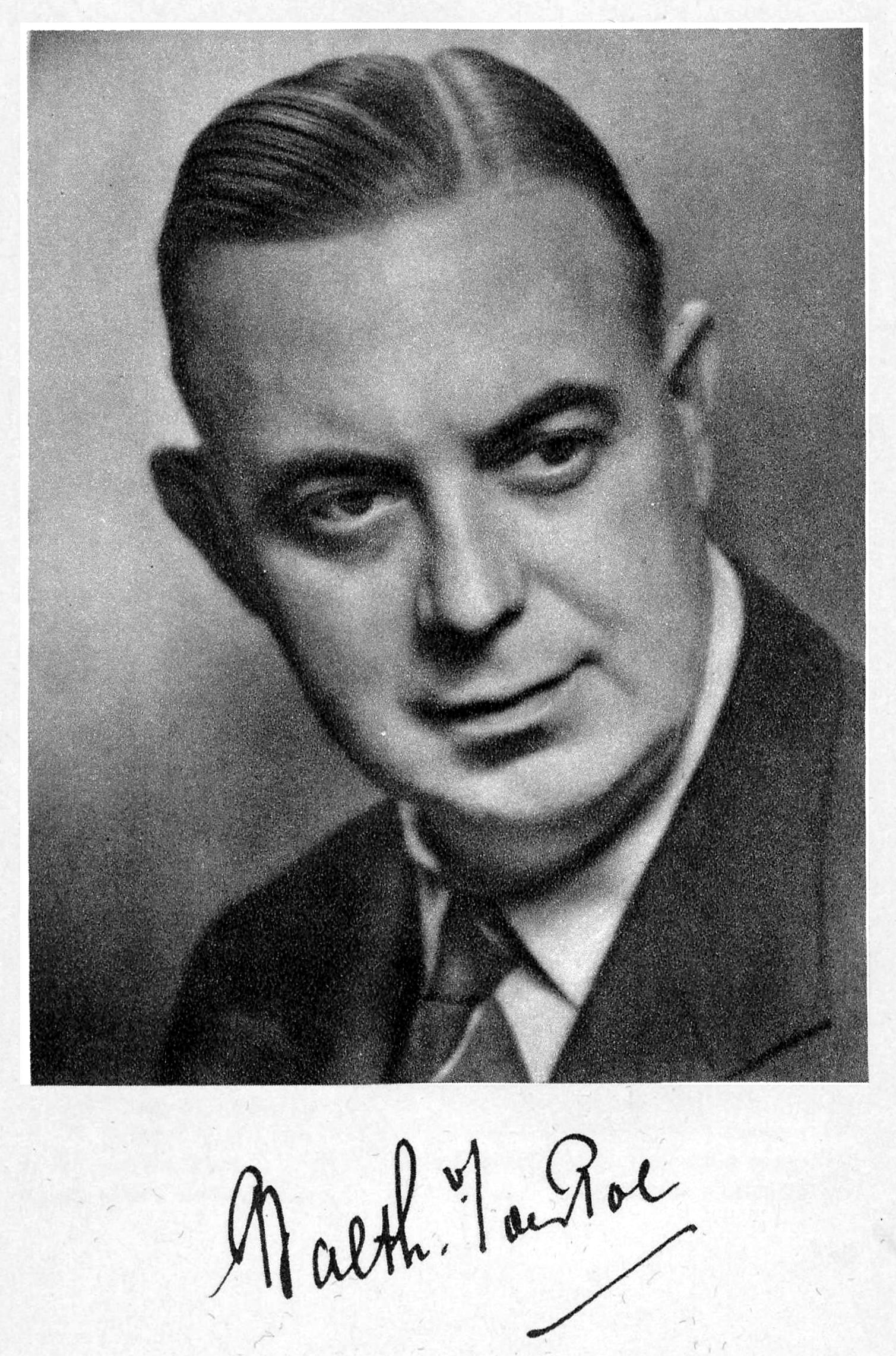
Prof. Dr. B. van der Pol, 1939

Balthasar van der Pol (Utrecht, 27 januari 1889 – Wassenaar, 6 oktober 1959) was een Nederlands natuurkundige. Vele van zijn publicaties behandelen de voortplanting van radiogolven, de theorie van elektrische schakelingen, in het bijzonder van trillingen en wiskundige problemen die daarmee in verband staan.

## Leven en werk
Van der Pol werd geboren in Utrecht en studeerde daar ook experimentele natuur- en wiskunde. Hij werkte samen met John Ambrose Fleming en J.J. Thomson in Engeland en hij was medewerker van Hendrik Lorentz in Haarlem. Van der Pol promoveerde in 1920 cum laude in de natuurkunde in Utrecht onder begeleiding van Willem Henri Julius. Daarna trad hij in dienst bij het Natuurkundig Laboratorium van Philips te Eindhoven, waar hij tot zijn pensionering in 1949 bleef. In de jaren 1925-1927 was hij de mentor van de Delftse student Johan Numans, die de kortegolftelefoniezender PCJJ ontwierp en bouwde. Deze eerste kristalgestuurde zender in Europa zou wereldberoemd worden. Tevens werd hij in 1938 bijzonder hoogleraar in de theoretische elektriciteitsleer aan de Technische Hogeschool in Delft.

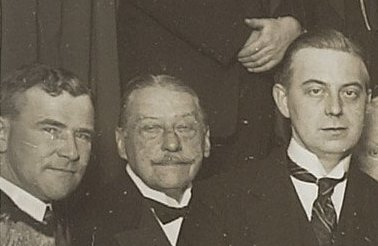
Links Prof. Dr. Gilles Holst (1886-1968), midden Jhr. Mr. P. Teding van Berkhout (1865-1935) en rechts Prof. Dr. Balthasar van der Pol bij het gouden promotiefeest van H.A. Lorentz, Haarlem, 1925.

Samen met Henk Bremmer beschreef Van der Pol in 1938 wiskundig de beïnvloeding van radiofrequente propagatie door de kromming van het aardoppervlak. Zijn onderzoek naar de elektromagnetische trillingsverschijnselen is als een van de eerste onderzoeken op het gebied van niet-lineaire systemen van betekenis gebleven. Van der Pol ontdekte hierin het verschijnsel van de limietcyclus, dat ook in vele andere niet-lineaire oscillatoren optreedt. Hij beschreef dit in de zogenaamde Van der Pol-vergelijking. Daarnaast was Van der Pol ontdekker van de witte ruis. Met Bremmer heeft Van der Pol in de jaren 40 baanbrekend werk verricht op het gebied van operatorenrekening zoals de tweezijdige Laplacetransformatie.
Van der Pol was een van de oprichters en voor lange tijd de voorzitter van Het Nederlandsch Radiogenootschap (NRG), het latere Nederlands Elektronica en Radio Genootschap (NERG), en lid van de Union Internationale Radio Diffusion en Union Radio Scientifique Internationale URSI.

## Onderscheidingen
Van der Pol ontving in 1935 van de Amerikaanse (IRE) IEEE Medal of Honor "Voor zijn fundamentele onderzoek en bijdragen op het gebied van de theorie van schakelingen en de voortplanting van elektromagnetische golven". Verder kreeg hij de gouden Valdemar Poulsen-medaille van de Deense Technische Academie en ontving hij eredoctoraten van de universiteiten van Warschau en Genève.
In 1973 werd de 'Nederlandse' planetoïde 1045 T-2 ter ere van Van der Pol vernoemd. In Delft is een weg naar hem vernoemd in de universiteitswijk, en de in 1997 aan deze weg gebouwde studentenflat staat bekend als 'BalPol'. Hij werd op 24 juni 1947 benoemd tot gewoon lid van de Koninklijke Nederlandse Akademie van Wetenschappen.